# Фес (капа)
Фес је медитеранска капа од меког вуненог сукна - чоје, ваљкастог, купастог и полулопастог облика, најчешће црвене боје, са кићанком које су обично плаве, црне или златне жуте боје или без ње. Сматра се да ова капа води порекло из Византије, а да је широко прихваћен назив добила по мароканском граду Фесу док је своју популарност стекла у време Османског царства где су је подједнако носили муслимани и хришћани са том разликом да су је једни завијали у турбан или белу тканину - ахмедију док други нису. Према појединим етнолозима порекло ове капе датира из Античког доба. Занимљиво да су поред мушкараца фес носиле и жене (женски фес) који је био богатије украшен разноврсним накитом, везом, кићанкама или марамама. Фес се носио код народа у Балкану, Малој Азији, Леванту, северној Африци и острвима у Средоземљу, а у каснијем периоду и у Југоисточној Азији. Бројне локалне капе са тих простора сличног изгледа представљају варијетете феса. 
Крајем 18. века Стефан Новаковић у Славено-сербскија вједомости извештава да су српски добровољци у фрајковима главе покривали „червеним шепицама". Овакав голи фес носиће учесници Првог и Другог српског устанка, као и грчки устаници током њиховог рата за независност 1821. године. Током реформи султана Махмуда II фес без замотане тканине постаје 1827. године службена капа прве професионалне војске-низама у Османском царству која ће то остати све до распада царства. Од времена Махмуда II, било је обавезно да сваки наредни султан носи фес. Висина феса је означавала ранг особе која ју је носила. Фес представља и симбол једног времена. Људи који су одлазили у Меку на хаџилук су око феса везивали белу мараму. Исламски свештеници и данас носе фесове. Кемал Ататурк, реформатор Турске, са жељом да је учини више европском земљом, је форсирао европско облачење и укидање феса и зара. Од тада фес није део турске мушке одеће. Само свештенство је смело да носи турбане.

## Галерија
- Стари војвода и попечитељ Тома Вучић-Перишић 1850-56. Фотографија Анастаса Јовановића.
- Вук Караџић са фесом
- Женски фес са кићанкама из Народног музеја Крушевац